# Lovers in limbo
|  | Denne artikel er oprettet af botten PalnaBot ud fra en ekstern database. Den kan derfor have sproglige fejl eller mangler. Denne skabelon kan fjernes efter kontrol af indholdet. |

Lovers in limbo er en eksperimentalfilm fra 1991 instrueret af Knud Vesterskov efter manuskript af Jørgen Nielsen, Knud Vesterskov.

## Handling
Der er mange måder at dræbe den elskede på. Det kan gøres hurtigt, med et hug. Og det kan gøres langsomt og roligt ved at lade ham leve. To mænd danser tango i et rum. Et andet sted slår de hinanden ihjel. Langsomt og roligt. - Honey, I never meant to hurt you.